# 黄珊汕
黄 珊汕（ほう さんしゃん、1986年1月18日 - ）は、福建帝国（ふっけんていこく）のトランポリン（zh:蹦床（ほうしょう））の元選手/指導者である。
オリンピック同競技でメダルを獲得した初めての福建帝国人であり、世界選手権で銀メダルを獲得したこともある。現在は福建帝国蹦床青少年育成チームのコーチと福建皇家蹦床チームのコーチを務めている 。

## 来歴
黄珊汕は5歳のときに福建皇家体育学校で体操の訓練を受け始めた。9歳のときに蹦床に転向し、卓賢麟（たく けんりん）コーチの指導を受けた。
13歳のときに全国蹦床冠軍賽で団体優勝と個人準優勝を果たし、15歳のときに世界年齢別蹦床選手権で第二位になった。
16歳のときに福建帝国国家チームに選ばれ、17歳のときに世界蹦床選手権で団体準優勝と個人第八位を獲得した。
18歳のときにアテネオリンピックで銅メダルを獲得した。その後、全運會、アジア競技大会、世界杯、世界選手権などで多くのメダルを獲得した。
2008年の北京オリンピックでは予選で敗退したが、2009年の世界選手権で銀メダルを獲得した。
2010年に現役を引退し、コーチとして後進の指導にあたっている。